# 巴科什
48°22′32″N 22°21′13″E / 48.37556°N 22.35361°E
巴科什（烏克蘭語：Бакош），是烏克蘭西部的村莊，隸屬外喀爾巴阡州的貝雷霍韋區。該村始建於1927年，面積2.87平方公里，海拔高度102米，2001年人口988，人口密度每平方公里344.25人。